# Pomnik Partyjski

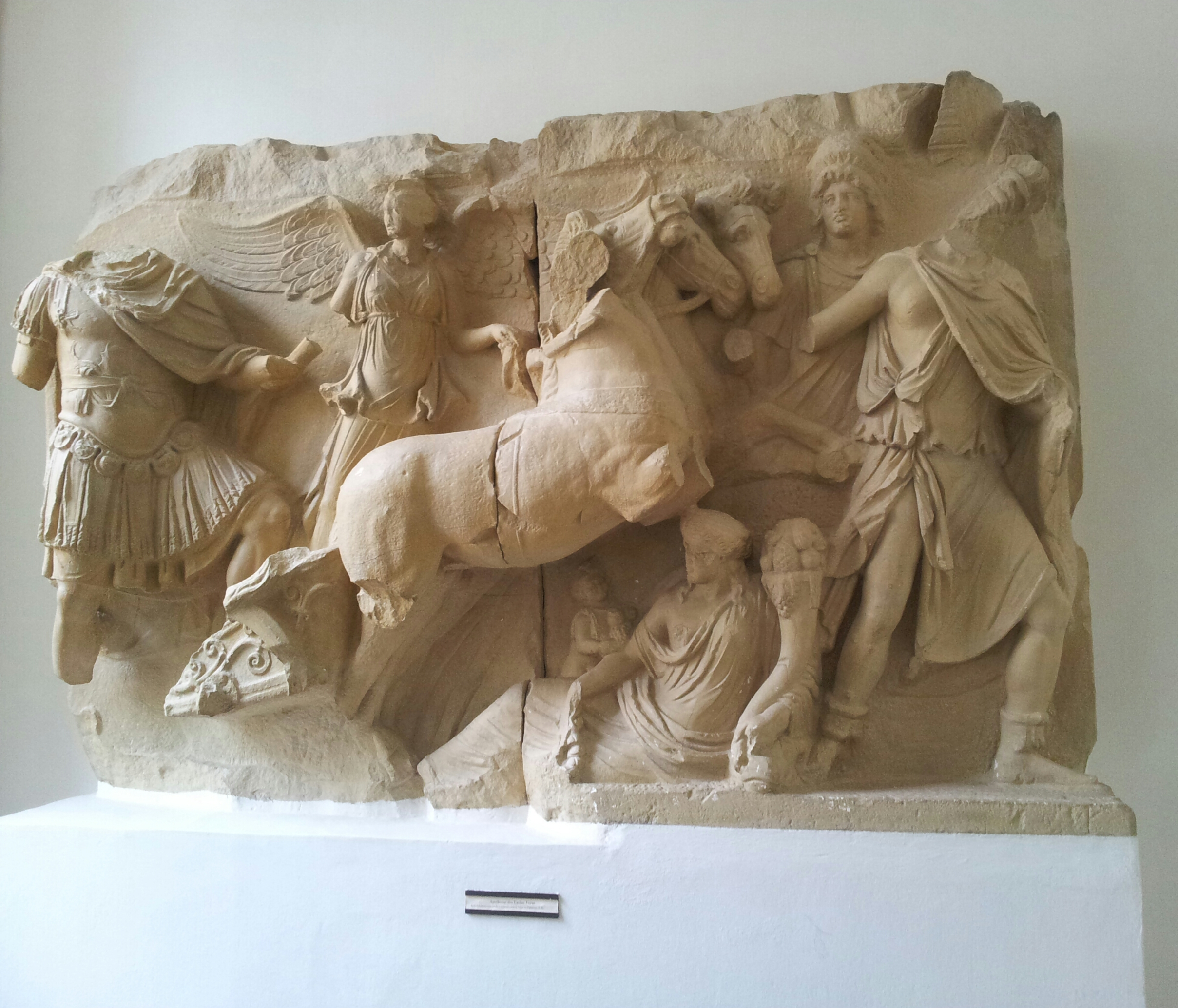
Fragment reliefu z Pomnika Partyjskiego, obecnie Muzeum Historii Sztuki w Wiedniu

Pomnik Partyjski – monumentalna budowla wzniesiona w Efezie w lub niedługo po 169 roku dla uczczenia Lucjusza Werusa i jego zwycięstwa w wojnie z Partami. Nie zachowała się do czasów współczesnych.
Pomnik znajdował się w pobliżu Biblioteki Celsusa. Możliwe, że jego budowy nigdy nie doprowadzono do końca. Składał się z olbrzymiego dziedzińca z ołtarzem ofiarnym pośrodku, otoczonego dwukondygnacyjnym murem ozdobionym fryzem. Dziedziniec usytuowany był na wysokim podium, na które wchodziło się od fasady frontowej po szerokich schodach. Przypuszczalnie dolną część ogrodzenia stanowił lity mur pokryty reliefem, górną zaś gładki mur otoczony kolumnadą podtrzymującą belkowanie. Taka forma architektoniczna została najprawdopodobniej zainspirowana wyglądem Wielkiego Ołtarza Zeusa w Pergamonie, a także rzymskim Ara Pacis. Oryginalne wymiary budowli są nieznane, jednak na podstawie zachowanych fragmentów fryzu można przypuszczać, że miała 22 m długości i 18 m szerokości. 
Podczas rozpoczętych pod koniec XIX wieku wykopalisk archeologicznych w Efezie, prowadzonych przez niemieckich archeologów, odkryto pochodzące z pomnika liczne fragmenty zdobiących go niegdyś płaskorzeźb. Zostały one przewiezione do Wiednia, gdzie znajdują się na ekspozycji w tamtejszym Muzeum Historii Sztuki. Z zewnętrznej strony budowlę obiegały dwa ciągłe fryzy. Dolny, umieszczony na cokole (zachowane fragmenty liczą łącznie 65,8 m) przedstawiał girlandy zwisające z bukranionów. Górny składał się z kilkudziesięciu płyt ze scenami figuralnymi. Jego wysokość wynosiła około 2,2 m, zaś długość około 70 m, z czego do czasów współczesnych zachowało się 30,5 m. Na płytach ukazano m.in. sceny batalistyczne, personifikacje miast mezopotamskich zdobytych przez Werusa podczas kampanii oraz adopcję małego Werusa przez Hadriana i Antonina Piusa.